# Die Karbidfabrik
Die Karbidfabrik ist ein Dokumentarfilm des DEFA-Studios für Dokumentarfilme von Heinz Brinkmann aus dem Jahr 1988.

## Handlung
Im Kombinat VEB Chemische Werke Buna in Schkopau will das Filmteam im Oktober 1987 die Arbeiter kennenlernen, die in einer 50 Jahre alten Fabrik beschäftigt sind, in der Karbid produziert wird. In der Vergangenheit kamen die Arbeiter aus unterschiedlichen Berufen in die Karbidfabrik. Zu Wort kommt u. a. Abstichmann Franz Aszakis, der bereits über 20 Jahre hier beschäftigt ist. Er ist gelernter Schmied, der auch schon zur See gefahren ist. Außerdem erzählen Jugendbrigadier Siebert Matjuch und der Abteilungsleiter Richter von der Arbeit in der Fabrik. In ungewohnter Offenheit sprechen die Beschäftigten über die Missstände.
Nach Meinung eines Arbeiters ist die körperliche Anstrengung nicht mehr das Schlimmste, sondern die Hitze. Doch auch vieles Organisatorisches wird bemängelt, so die Planung, das Ofengeld bei Reparaturen zu erhöhen, was aber nicht eingehalten wurde, auch die Herabsetzung des Rentenalters auf 60 Jahre für die Ofenarbeiter ist im Sande verlaufen und die Versorgung mit Vitaminen, wie Bananen, Apfelsinen, Kirschen und anderen Obstsorten reduzierte sich seit zwei Jahren auf das Verteilen von Rhabarbersaft. Einige von den Arbeitern stellen ihre kritischen Fragen in den Parteiversammlungen der SED und verlangen eine Aufklärung über mangelhafte Informationen, was die betrieblichen Belange betrifft.

## Produktion und Veröffentlichung
Für die Dramaturgie war Reinhard Kraetzer verantwortlich. Die Karbidfabrik wurde von der künstlerischen Arbeitsgemeinschaft Kinobox unter dem Arbeitstitel Carbidarbeiter auf ORWO-Color gedreht und hatte Mitte Oktober 1988 seine Uraufführung während des 11. Nationalen Festivals Dokumentar- und Kurzfilm der DDR für Kino und Fernsehen in Neubrandenburg: Die erste nachweisbare Ausstrahlung im Fernsehen erfolgte am 7. November 1989 im 2. Programm des Fernsehens der DDR.
Heinz Brinkmann kehrte 1991 noch einmal zur Karbidfabrik zurück. Er dokumentierte in seinem Film "Der letzte Abstich" das Ende der Produktion und den Abriss der Anlagen in Schkopau.

## Kritik
Volker Müller schrieb im Neuen Deutschland:

„Im Gedächtnis bleibt auch Heinz Brinkmanns Film ‚Die Karbidfabrik‘, achtungsvolle, einprägsam gestaltete Bilder von Arbeitern, die unter schweren Bedingungen einer überalterten Anlage das volkswirtschaftlich Notwendige tun mit Vitalität. Betriebsverbundenheit, Würde.“

In der Neuen Zeit schrieb Matthias Schlegel:

„Nicht als Helden werden sie gezeichnet, die dort im Ruß stehen, eher als ‚gewöhnliche‘ Menschen mit Ausdauer und Kraft, mit Wünschen und Vorstellungen. Und unversehens führt der Streifen zur ethischen Gretchenfrage: Was ist aus ökonomischen Zwängen heraus dem Menschen zumutbar, was ist ökologisch verantwortbar? Die Schöpfer des Films wollen (können?) sie nicht beantworten, aber sie wollen das Nachdenken darüber provozieren, wohl wissend, daß Kompromisse auch zum Leben im Sozialismus gehören, daß wissenschaftlich-technisch und ökonomisch Machbares dem ergonomisch und ökologisch Wünschenswerten in der Regel noch hinterherlaufen, daß zwischen Anspruch und Realität in Bezug auf die Arbeitsbedingungen noch immer Lücken klaffen, auch in einer Gesellschaft, die das Wohl des Menschen ins Zentrum ihres Strebens stellt. Und sie wollen dafür sensibilisieren, die Grenzen des Notwendigen und des Verantwortbaren immer aufs neue ins Auge fassen.“